# Bodtjärnen (Hammerdals socken, Jämtland, 706110-148198)
Bodtjärnen är en sjö i Strömsunds kommun i Jämtland och ingår i Indalsälvens huvudavrinningsområde. Sjön har en area på 0,0699 kvadratkilometer och ligger 312 meter över havet.

## Delavrinningsområde
Bodtjärnen ingår i det delavrinningsområde (706256-148244) som SMHI kallar för Ovan Björbäcken. Medelhöjden är 330 meter över havet och ytan är 22,76 kvadratkilometer. Räknas de 5 avrinningsområdena uppströms in blir den ackumulerade arean 60,48 kvadratkilometer. Gisselåsån som avvattnar avrinningsområdet har biflödesordning 4, vilket innebär att vattnet flödar genom totalt 4 vattendrag innan det når havet efter 209 kilometer. Avrinningsområdet består mestadels av skog (82 procent) och sankmarker (14 procent). Avrinningsområdet har 0,07 kvadratkilometer vattenytor vilket ger det en sjöprocent på 0,3 procent.